# Barytarbes fulvus
Barytarbes fulvus är en stekelart som beskrevs av Mao-Ling Sheng och Schonitzer 2008. Barytarbes fulvus ingår i släktet Barytarbes och familjen brokparasitsteklar. Inga underarter finns listade.